# ジャスト・セイ・オジー
『ジャスト・セイ・オジー』（Just Say Ozzy）は、オジー・オズボーンが1990年に発表したライヴ・アルバム。

## 解説
アルバム『ノー・レスト・フォー・ザ・ウィケッド』（1988年）に伴うツアーからの音源を使用。録音年月日や録音地は明記されていないが、1989年6月4日のフィラデルフィア公演とされている。
オズボーン自身は、本作の英文ライナーノーツにおいて、「ショット・イン・ザ・ダーク」に関して「オリジナル・ヴァージョンよりもこのヴァージョンの方が満足できる」とコメントしている。

## 収録曲
1. ミラクル・マン - "Miracle Man" (Ozzy Osbourne, Zakk Wylde, Bob Daisley) - 4:01
2. ブラッドバス・イン・パラダイス - "Bloodbath in Paradise" (O. Osbourne, Z. Wylde, B. Daisley, Randy Castillo, John Sinclair) - 5:00
3. ショット・イン・ザ・ダーク - "Shot in the Dark" (O. Osbourne, Phil Soussan) - 5:33
4. タトゥード・ダンサー - "Tattooed Dancer" (O. Osbourne, Z. Wylde, B. Daisley) - 3:47
5. スウィート・リーフ - "Sweet Leaf" (O. Osbourne, Tony Iommi, Geezer Butler, Bill Ward) - 3:21
6. ウォー・ピッグス - "War Pigs" (O. Osbourne, T. Iommi, G. Butler, B. Ward) - 8:24

## 参加ミュージシャン
- オジー・オズボーン - ボーカル
- ザック・ワイルド - ギター
- ギーザー・バトラー - ベース
- ランディ・カスティロ - ドラムス